# La voce lontana
La voce lontana è un film del 1933 diretto da Guido Brignone.

## Trama
Una cantante, Sandra, divenuta famosa per le sue presenze alla radio e per la sua bella voce, fa innamorare di lei un giovane contadino, Giorgio, che avvinto dalla passione, chiede di sposarla.
Ma la cantante ha un passato turbolento, e per l'aspirante marito corrono giorni difficili, sino al momento dell'arrivo a Roma del padre, che lo convincerà a tornare al più tranquillo lavoro campestre.

## La critica
Filippo Sacchi sul Corriere della Sera del 25 maggio 1933 " Brignone ha diretto con molta nitidezza e bravura, specialmente il dialogo è portato con una padronanza e una cura superiori alle sue opere precedenti".

## Produzione
Prodotto da Ludovico Toeplitz per CINES, il film fu girato negli stabilimenti di Via Vejo a Roma.